# Notaire royal
Un notaire royal est un « officier public chargé de rédiger les actes entre deux parties et d'en certifier l'authenticité » . Il gère ainsi différents actes de la vie quotidienne comme des contrats de mariage, des testaments ou des achats. Le notaire royal est nommé par le roi par des lettres de provision d'office afin d'exercer dans un village défini même si les habitants d'un village plus ou moins proche peuvent faire appel de cette nomination. 
Sous l'Ancien régime, le notaire royal se distinguait du notaire apostolique ou du notaire seigneurial. 
Le notaire royal est celui qui tient ses provisions du roi, à la différence des notaires des seigneurs ou subalternes, qui tiennent leur commission du seigneur de la justice où ils sont reçus. Le notaire royal peut instrumenter sur toute la province, et traite des affaires plus nombreuses et plus importantes.